# Prunella fagani
Prunella fagani là một loài chim trong họ Prunellidae.